# Davidsonia
Davidsonia es un género que contiene tres árboles de selvas lluviosas, perteneciente a la familia Cunoniaceae. Todas las especies tienen frutos comestibles, carnosos y coloreados que son muy apreciados por los gourmets. Son nativos de Australia, Nueva Gales del Sur y Queensland. El género comprende 5 especies descritas y de estas, solo 3 aceptadas.

## Taxonomía
El género fue descrito por Ferdinand von Mueller  y publicado en Fragmenta Phytographiæ Australiæ 6: 4. 1867. La especie tipo es: Davidsonia pruriens.

## Especies
- Davidsonia jerseyana

- Davidsonia johnsonii

- Davidsonia pruriens

Se cultiva como planta ornamental en Nueva gales del Sur y Queensland para suplir la demanda, principalmente de  Davidsonia jerseyana y Davidsonia pruriens.